# Driestreepboa
De driestreepboa (Lichanura trivirgata) is een slang uit de familie reuzenslangen (Boidae).

## Naam en indeling
De wetenschappelijke naam van de soort werd voor het eerst voorgesteld door Edward Drinker Cope in 1861. De driestreepboa behoorde lange tijd tot het geslacht Charina, zodat veel literatuur nog naar de oude naam verwijst.
In het verleden werden er verschillende ondersoorten erkend, zoals Lichanura trivirgata gracia en Lichanura trivirgata roseofusca maar dit wordt beschouwd als verouderd.

## Uiterlijke kenmerken
De driestreepboa wordt ongeveer een halve meter tot een meter lang, de lengte varieert van 43 tot 112 centimeter. Het lichaam is vrij dik en heeft een korte staart. De lichaamskleur is zeer variabel, van bruin tot oranje. Aan de bovenzijde zijn donkere lengtestrepen aanwezig over het gehele lichaam. Sommige exemplaren zijn grijs met rode strepen en andere zijn geel met zwarte strepen. Ondanks de Engelse naam 'rosy boa' (roze boa) komen roze exemplaren maar zelden voor. Juvenielen hebben een lichaamslengte van achttien tot 36 centimeter inclusief staart. Ze lijken al sterk op de ouderdieren, de kleuren steken echter meer af.
De slang heeft gladde schubben en een langwerpige kop met kleine ogen. De kop is niet duidelijk van het lichaam afgesnoerd. De ogen hebben een verticale pupil, wat de nachtactieve levenswijze verraad. De kopschubben zijn klein en glanzend.

## Levenswijze
De driestreepboa is 's nachts actief en verschuilt zich overdag in holen. De slang is volkomen ongevaarlijk voor mensen en bijt niet bij verstoring. De slang wordt vaak in gevangenschap gehouden door terrariumliefhebbers.
Het dier is eierlevendbarend, de jongen komen levend ter wereld. Een worp bedraagt meestal twee tot vijf jongen. Deze zijn na twee tot drie jaar volwassen.

## Verspreiding en habitat
De slang komt voor in delen van Noord-Amerika en leeft in de landen Mexico en de Verenigde Staten. In Mexico komt de soort alleen in het uiterste noordwesten voor in de staten Baja California, Baja California Sur en Sonora. In de Verenigde Staten is de soort enkel in het uiterste zuidwesten aan te treffen in de staten Californië en Arizona.
De habitat bestaat uit tropische en subtropische scrublands tot meer gematigde delen. Ook in draslanden, bronnen en oasen komt de slang voor. De soort is aangetroffen van zeeniveau tot op een hoogte van ongeveer 2070 meter boven zeeniveau.

## Beschermingsstatus
Door de internationale natuurbeschermingsorganisatie IUCN is de beschermingsstatus 'veilig' (Least Concern of LC).